# 首都圈中央聯絡自動車道
首都圈中央聯絡自動車道（日语：／ shutoken chūō renraku jidōshadō */?）起於日本神奈川縣橫濱市金澤區釜利谷系統交流道，經東京都、埼玉縣、茨城縣至千葉縣木更津市木更津系統交流道，為全線距離東京都心半徑約40～60公里的環狀高規格幹線道路（國土交通大臣指定高規格幹線道路（一般國道快速道路））。通常簡稱為圈央道（／ ken-ō dō）、圈央（／ ken-ō），但是並沒有「圈央自動車道」的簡稱。
高速公路路線編號原則上編為C4，但是戶塚支線（横濱横須賀道路）內的榮交流道／系統交流道 - 戶塚交流道間的路段則被編為E66 。

## 簡介
此公路是環繞東京都心而設，途經東京都周邊的城市：橫濱市、厚木市、八王子市、川越市、筑波市、成田市。與橫濱橫須賀道路、東名高速道路、中央自動車道、關越自動車道、東北自動車道、常磐自動車道、東關東自動車道與館山自動車道連接（還有間接連接的第三京濱道路）。其與外環道、中央環狀線並列為東京首都圈三大環狀道路（3環狀9放射）。
現時此公路共有兩個路段已經啟用：茅崎系統交流道至大榮系統交流道及松尾橫芝交流道至木更津系統交流道。

## 設施
- 交流道（IC）編號欄的背景色為■顯示該部分道路已經啟用，設施名稱欄的背景色為■顯示該部分設施尚未啟用。釜利谷JCT—榮IC/JCT—戶塚IC間、榮IC/JCT—藤澤IC間、大榮JCT—木更津JCT間的未開通路段與未開通設施皆為臨時名稱。
- 智能交流道（SIC）與ETC專用的出入口以背景色■顯示。
- （間）為以其他道路為媒介間接接續。
- IC為交流道的簡寫，SIC為智能交流道的簡寫，JCT為系統交流道的簡寫，PA為停車區（日语：パーキングエリア）的簡寫。
- 起點起計的距離基於高速公路公司與日本高速公路保有、債務返還機構（日语：日本高速道路保有・債務返済機構）之間締結協定[2]與事業主體為國土交通省的資料[3]。未開通路段的距離以設計（都市計劃）時為準，啟用（開通）時改為與日本高速公路保有、債務返還機構之間締結的營業路線距離。

### 茅崎JCT—木更津JCT間
| 交流道 編號         | 中文設施名稱                         | 日文設施名稱 | 英文設施名稱 | 接續路線名稱                                                                                              | 起點 里程 （公里） | 備註 | 所在地   | 所在地            | 所在地            |
| ------------------- | ------------------------------------ | ------------ | ------------ | --- | ------------------ | --- | -------- | ----------------- | ----------------- |
| 25                  | 茅崎JCT                              |              |              | E84 C4 新湘南繞道                                                                                         | 0.0                | | 神奈川縣 | 茅崎市            | 茅崎市            |
| 26                  | 寒川南IC                             |              |              | 神奈川縣道44號伊勢原藤澤線                                                                                | 1.9                | 東名高速、中央道方向出入口 | 神奈川縣 | 高座郡 寒川町     | 高座郡 寒川町     |
| 27                  | 寒川北IC                             |              |              | 神奈川縣道46號相模原茅崎線                                                                                | 5.1                | | 神奈川縣 | 高座郡 寒川町     | 高座郡 寒川町     |
| 1                   | 海老名南JCT                          |              |              | E1A 新東名高速公路                                                                                        | 7.9                | | 神奈川縣 | 海老名市          | 海老名市          |
| 4-2                 | 海老名JCT                            |              |              | E1 東名高速公路                                                                                           | 9.4                | | 神奈川縣 | 海老名市          | 海老名市          |
| 31                  | 海老名IC                             |              |              | 神奈川縣道43號藤澤厚木線                                                                                  | 11.3               | | 神奈川縣 | 海老名市          | 海老名市          |
| 32                  | 圈央厚木IC/JCT                       |              |              | 國道246號（厚木秦野道路）（興建中） 國道129號                                                             | 16.2               | JCT的接續時期未定 | 神奈川縣 | 厚木市            | 厚木市            |
| 32-1                | 厚木PA/SIC                           |              |              | | 17.3               | | 神奈川縣 | 厚木市            | 厚木市            |
| 33                  | 相模原愛川IC                         |              |              | 國道129號 神奈川縣道52號相模原町田線                                                                      | 21.4               | | 神奈川縣 | 相模原市          | 南區              |
| 34                  | 相模原IC                             |              |              | 神奈川縣道510號長竹川尻線（津久井廣域道路）                                                               | 30.3               | | 神奈川縣 | 相模原市          | 綠區              |
| 35                  | 高尾山IC                             |              |              | 國道20號（八王子南繞道）                                                                                  | 36.2               | | 東京都   | 八王子市          | 八王子市          |
| 6                   | 八王子JCT                            |              |              | E20 中央自動車道                                                                                          | 38.2               | | 東京都   | 八王子市          | 八王子市          |
| 41                  | 八王子西IC                           |              |              | 東京都道61號山田宮之前線 都市計劃道路左入美山線（北西部幹線道路））                                       | 42.6               | 關越道方向出口與中央道方向出入口 存在不同與關越道方向入口                                                                                            | 東京都   | 八王子市          | 八王子市          |
| 42                  | 秋留野IC                             |              |              | 國道411號（新瀧山街道）                                                                                   | 47.8               | | 東京都   | 秋留野市          | 秋留野市          |
| 43                  | 日之出IC                             |              |              | 東京都道184號奧多摩秋留野線（永田橋通）                                                                   | 49.8               | | 東京都   | 西多摩郡 日之出町 | 西多摩郡 日之出町 |
| 44                  | 青梅IC                               |              |              | 東京都道44號瑞穗富岡線                                                                                    | 58.5               | | 東京都   | 青梅市            | 青梅市            |
| 45                  | 入間IC                               |              |              | 國道16號                                                                                                  | 63.3               | | 埼玉縣   | 入間市            | 入間市            |
| -                   | 狹山PA                               |              |              | - | 67.4               | | 埼玉縣   | 狹山市            | 狹山市            |
| 46                  | 狹山日高IC                           |              |              | 埼玉縣道397號堀兼根岸線                                                                                   | 69.3               | | 埼玉縣   | 狹山市            | 狹山市            |
| 47                  | 圈央鶴島IC                           |              |              | | 76.1               | | 埼玉縣   | 鶴島市            | 鶴島市            |
| 50                  | 鶴島JCT                              |              |              | E17 關越自動車道                                                                                          | 78.3               | 關越道的JCT編號為「4-1」 | 埼玉縣   | 鶴島市            | 鶴島市            |
| 51                  | 坂戶IC                               |              |              | 埼玉縣道269號上伊草坂戶線                                                                                 | 83.5               | | 埼玉縣   | 坂戶市            | 坂戶市            |
| 52                  | 川島IC                               |              |              | 國道254號                                                                                                 | 86.0               | | 埼玉縣   | 比企郡 川島町     | 比企郡 川島町     |
| 60                  | 桶川北本IC                           |              |              | 國道17號（上尾道路）                                                                                      | 91.7               | 有與新大宮上尾道路的接續計劃 | 埼玉縣   | 桶川市            | 桶川市            |
| 61                  | 桶川加納IC                           |              |              | 埼玉縣道12號川越栗橋線                                                                                    | 96.4               | | 埼玉縣   | 桶川市            | 桶川市            |
| -                   | 菖蒲PA                               |              |              | - | 99.2               | 設有上下線集約型加油站 | 埼玉縣   | 久喜市            | 久喜市            |
| 62                  | 白岡菖蒲IC                           |              |              | 國道122號（騎西菖蒲繞道）                                                                                 | 102.5              | 一部分為久喜市 | 埼玉縣   | 白岡市            | 白岡市            |
| 70                  | 久喜白岡JCT                          |              |              | E4 東北自動車道                                                                                           | 105.8              | 一部分為白岡市 東北道的JCT編號為「3-2」 | 埼玉縣   | 久喜市            | 久喜市            |
| 71                  | 幸手IC                               |              |              | 埼玉縣道383號惣新田幸手線                                                                                 | 114.3              | | 埼玉縣   | 幸手市            | 幸手市            |
| 72                  | 五霞IC                               |              |              | 國道4號（新4號國道春日部古河繞道）                                                                        | 118.5              | 只限搭載了ETC2.0車輛 往道之驛五霞的一時退出實驗實施中 五霞IC以北的春日部古河BP為茨城西部·宇都宮廣域聯絡道路 五霞IC以南有與東埼玉道路延伸部的接續構想 | 茨城縣   | 猿島郡            | 五霞町            |
| 73                  | 境古河IC                             |              |              | 國道354號（境岩井繞道）                                                                                   | 125.4              | | 茨城縣   | 猿島郡            | 境町              |
| 74                  | 坂東IC                               |              |              | 茨城縣道20號結城坂東線（茨城縣道20號結城坂東線繞道）                                                      | 134.5              | | 茨城縣   | 坂東市            | 坂東市            |
| -                   | 坂東PA                               |              |              | - |                    | 只限內環、外環啟用日期未定 | 茨城縣   | 坂東市            | 坂東市            |
| 75                  | 常總IC                               |              |              | 國道294號（常總繞道）                                                                                     | 143.4              | 只限搭載ETC2.0車輛往道之驛常總的一時退出實驗實施中                                                                                                   | 茨城縣   | 常總市            | 常總市            |
| -                   | 筑波SIC（臨時名稱）                  | （仮称）     |              | 茨城縣道·栃木縣道45號筑波真岡線繞道（內環） 茨城縣道123號土浦坂東線（都市計劃道路島名上河原崎線）（外環） | 150.4              | 興建中 | 茨城縣   | 筑波市            | 筑波市            |
| 76                  | 筑波中央IC                           |              |              | 茨城縣道19號取手筑波線（科學大通）                                                                        | 153.9              | | 茨城縣   | 筑波市            | 筑波市            |
| 80                  | 筑波JCT                              |              |              | E6 常磐自動車道                                                                                           | 158.2              | 常磐道的JCT編號為「4-1」 | 茨城縣   | 筑波市            | 筑波市            |
| 81                  | 筑波牛久IC                           |              |              | 國道6號（牛久土浦繞道）                                                                                   | 159.7              | | 茨城縣   | 筑波市            | 筑波市            |
| 82                  | 牛久阿見IC                           |              |              | 茨城縣道48號土浦龍崎線                                                                                    | 165.8              | | 茨城縣   | 稻敷郡 阿見町     | 稻敷郡 阿見町     |
| 83                  | 阿見東IC                             |              |              | 茨城縣道34號龍崎阿見線（繞道）                                                                            | 171.7              | | 茨城縣   | 牛久市            | 牛久市            |
| -                   | 江戶崎PA                             |              |              | - | 175.1              | | 茨城縣   | 稻敷市            | 稻敷市            |
| 84                  | 稻敷IC                               |              |              | 茨城縣道49號江戶崎新利根線                                                                                | 177.7              | | 茨城縣   | 稻敷市            | 稻敷市            |
| 85                  | 稻敷東IC                             |              |              | 茨城縣道·千葉縣道103號江戶崎下總線                                                                        | 183.7              | | 茨城縣   | 稻敷市            | 稻敷市            |
| 86                  | 神崎IC/PA                            |              |              | 國道356號（下總神崎繞道）                                                                                 | 188.3              | PA預定於2026年度啟用 | 千葉縣   | 香取郡 神崎町     | 香取郡 神崎町     |
| 87                  | 下總IC                               |              |              | 千葉縣道63號成田下總線                                                                                    | 192.1              | | 千葉縣   | 成田市            | 成田市            |
| 90                  | 大榮JCT                              |              |              | E51 東關東自動車道                                                                                        | 198.0              | 東關東道的JCT編號為「10-1」 | 千葉縣   | 成田市            | 成田市            |
| -                   | (主)成田小見川鹿島港線IC（臨時名稱） |              | /            | 千葉縣道·茨城縣道44號成田小見川鹿島港線                                                                   | 200.9              | 預定2026年度開通 | 千葉縣   | 成田市            | 成田市            |
| -                   | IC                                   |              |              | 成田機場平行跑道橫斷道路（構想）                                                                          |                    | 預定2026年度開通 | 千葉縣   | 香取郡 多古町     | 香取郡 多古町     |
| -                   | 國道296號IC（臨時名稱）              |              | /            | 國道296號                                                                                                 | 207.1              | 預定2026年度開通 | 千葉縣   | 香取郡 多古町     | 香取郡 多古町     |
| 93                  | 松尾橫芝IC                           |              |              | 國道126號（銚子聯絡道路） 千葉縣道62號成田松尾線（芝山埴輪道）                                            | 216.1              | | 千葉縣   | 山武市            | 山武市            |
| -                   | 山武PA                               |              |              | |                    | 檢討中 | 千葉縣   | 山武市            | 山武市            |
| 94                  | 山武成東IC                           |              |              | 千葉縣道76號成東酒酒井線                                                                                  | 223.5              | | 千葉縣   | 山武市            | 山武市            |
| 100                 | 東金JCT                              |              |              | E82 千葉東金道路                                                                                          | 232.2              | 千葉東金道的JCT編號為「5-1」 | 千葉縣   | 東金市            | 東金市            |
| 101                 | 東金IC                               |              |              | 國道126號                                                                                                 | 232.2              | 千葉東金道的IC編號為「6」 | 千葉縣   | 東金市            | 東金市            |
| 101-1               | 大網白里SIC                          |              |              | （間）千葉縣道20號千葉大網線                                                                              | 239.7              | | 千葉縣   | 大網白里市        | 大網白里市        |
| 102                 | 茂原北IC                             |              |              | 千葉縣道21號五井本納線                                                                                    | 243.1              | | 千葉縣   | 茂原市            | 茂原市            |
| 102-1               | 茂原長柄SIC                          |              |              | （間）千葉縣道14號千葉茂原線                                                                              | 248.6              | | 千葉縣   | 茂原市            | 茂原市            |
| 103                 | 茂原長南IC                           |              |              | 國道409號（茂原一宮道路）                                                                                 | 253.8              | | 千葉縣   | 長生郡 長南町     | 長生郡 長南町     |
| 104                 | 市原鶴舞IC                           |              |              | 國道297號                                                                                                 | 262.6              | | 千葉縣   | 市原市            | 市原市            |
| -                   | 高瀧湖PA                             |              |              | - | 264.4              | | 千葉縣   | 市原市            | 市原市            |
| 105                 | 木更津東IC                           |              |              | 國道410號（久留里馬來田繞道）                                                                             | 275.1              | 只限搭載ETC2.0車輛 往道之驛木更津 Umakuta之里的一時退出實驗實施中                                                                                    | 千葉縣   | 木更津市          | 木更津市          |
| -                   | 上總IC（仮称）                       |              |              | 千葉縣道33號君津平川線                                                                                    |                    | 計劃中 | 千葉縣   | 袖浦市            | 袖浦市            |
| 110                 | 木更津JCT                            |              |              | E14 館山自動車道                                                                                          | 282.2              | 館山道、水線的JCT編號為「16」 | 千葉縣   | 木更津市          | 木更津市          |
| CA 東京灣水線聯絡道 |                                      |              |              | |                    | |          |                   |                   |

## 歷史
- 1987年6月30日：開始計畫高規格幹線道路。
- 1988年3月30日：新湘南繞道通車。
- 1993年4月1日：高規格幹線道路被編定為一般國道468號。
- 1996年3月26日：青梅IC至鶴島JCT之間通車（首都圈中央連結自動車道第一段通車）。
- 1998年3月30日：千葉東金道路二期（東金IC至松尾横芝IC之間）通車。
- 2002年3月29日：日之出IC至青梅IC之間通車。
- 2003年3月29日：筑波JCT至筑波牛久IC之間通車。
- 2005年3月21日：秋留野IC至日之出IC之間通車。
- 2007年
  - 3月10日：筑波牛久IC至阿見東IC之間通車。
  - 3月21日：木更津東IC至木更津JCT之間通車。
  - 6月23日：八王子JCT至秋留野IC之間通車（連接關越自動車道與中央自動車道）。
- 2008年
  - 3月26日：工程中的城山八王子隧道倒塌。
  - 3月29日：鶴島JCT至川島IC之間通車。
  - 7月18日：狹山停车区啟用。
- 2009年3月21日：阿見東IC至稻敷IC之間通車。
- 2010年
  - 2月27日：海老名JCT至海老名IC之間通車。
  - 3月28日：川島IC至桶川北本IC之間通車。
  - 4月24日：筑波中央IC至筑波JCT之間通車。
- 2011年5月29日：白岡菖蒲IC至久喜白岡JCT之間通車。
- 2012年
  - 3月25日：八王子JCT至高尾山IC之間通車。
  - 12月3日：公布東金JCT至木更津東IC之間系統交流道/交流道/休息區的正確名稱[20]。
- 2013年
  - 3月30日：海老名IC至相模原愛川IC之間通車，厚木停车区(外回)啟用。
  - 4月14日：茅崎JCT至寒川北IC之間通車。
  - 4月27日：東金JCT至木更津東IC之間通車，與東京灣橫斷道路連通完成。
  - 7月12日：高瀧湖停车区(內回)啟用。
  - 8月8日：厚木停车区(內回)啟用。
- 2014年
  - 4月12日：稻敷IC至神崎IC之間通車。
  - 6月28日：相模原愛川IC至高尾山IC之間通車，東京都內全段通車。
  - 7月11日：江戶崎停车区啟用。
- 2015年
  - 3月8日：寒川北IC至海老名JCT之間通車。
  - 3月29日：相模原IC啟用、久喜白岡JCT至境古河IC之間通車。
  - 6月7日：神崎IC至大栄JCT之間通車，與東關東自動車道連通完成。
  - 8月10日：高瀧湖停车区(外回)啟用。
  - 10月31日：桶川北本IC至白岡菖蒲IC之間通車。
- 2017年
  - 2月26日：境古河IC至筑波中央IC之間通車，茨城縣內全段通車。

### 預定通車年度
以下年份都是預計。
- 2017年度：海老名南JCT
- 2018年度：厚木PA SIC
- 2018年度末：大網白里SIC
- 2019年度末：茂原長柄SIC

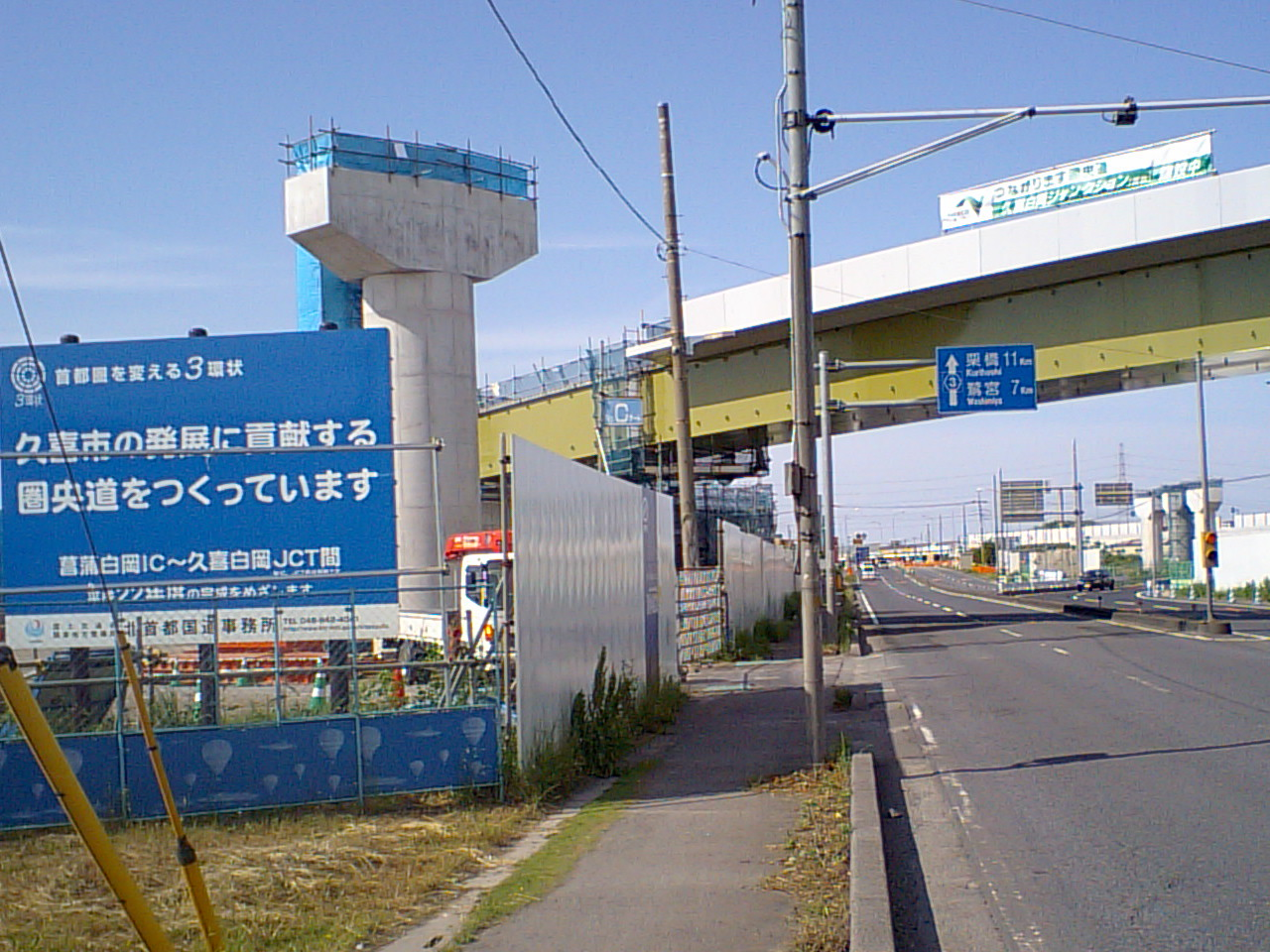
久喜白岡JCT附近工地（2010年5月9日）

- 2020年度：釜利谷JCT - 榮IC/JCT - 戶塚IC及榮IC/JCT - 藤澤IC
- 未定（未知何時通車）：大榮JCT至松尾横芝IC、上總IC

## 路線狀況

### 道路規格

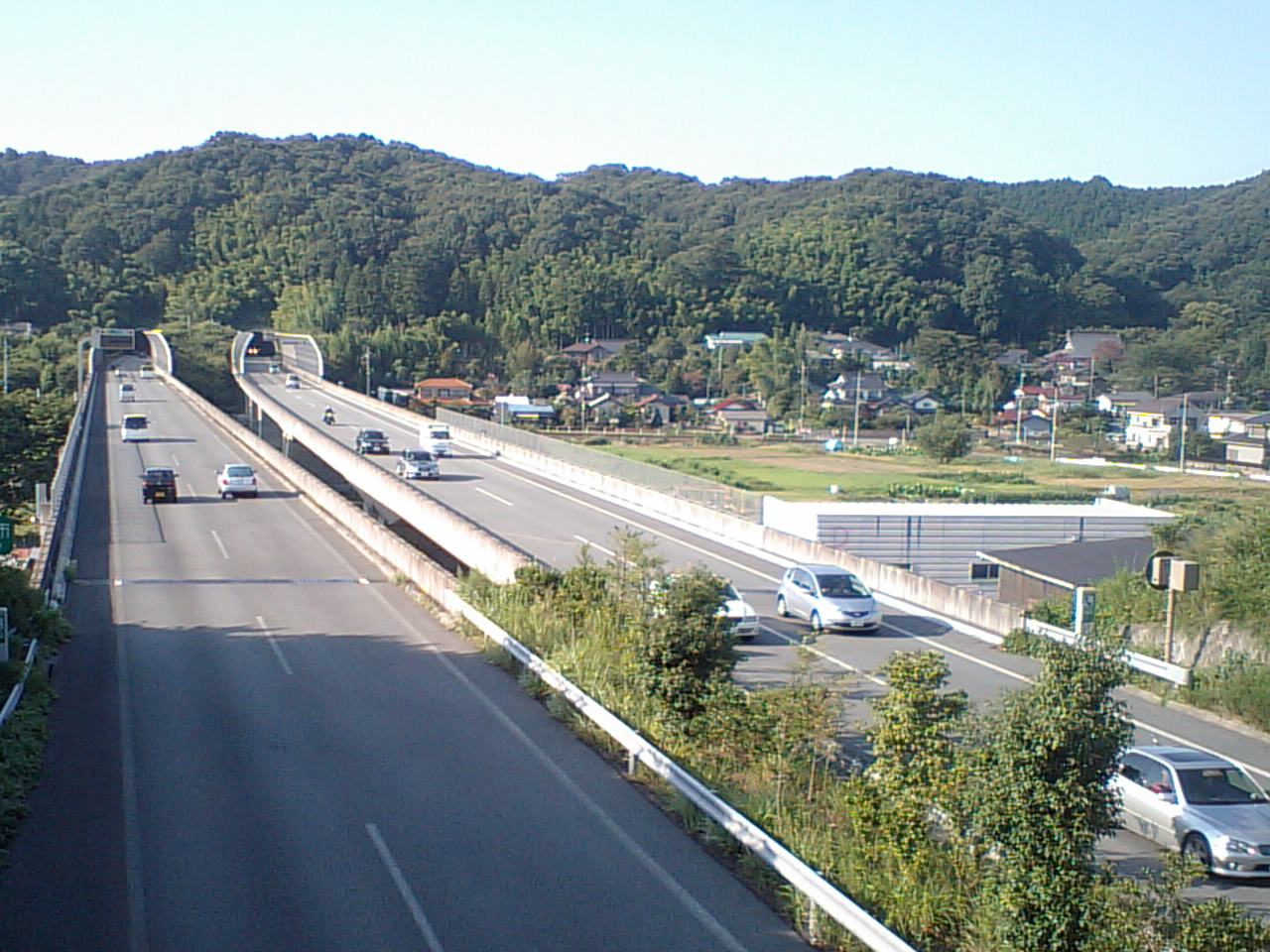
日之出交流道附近

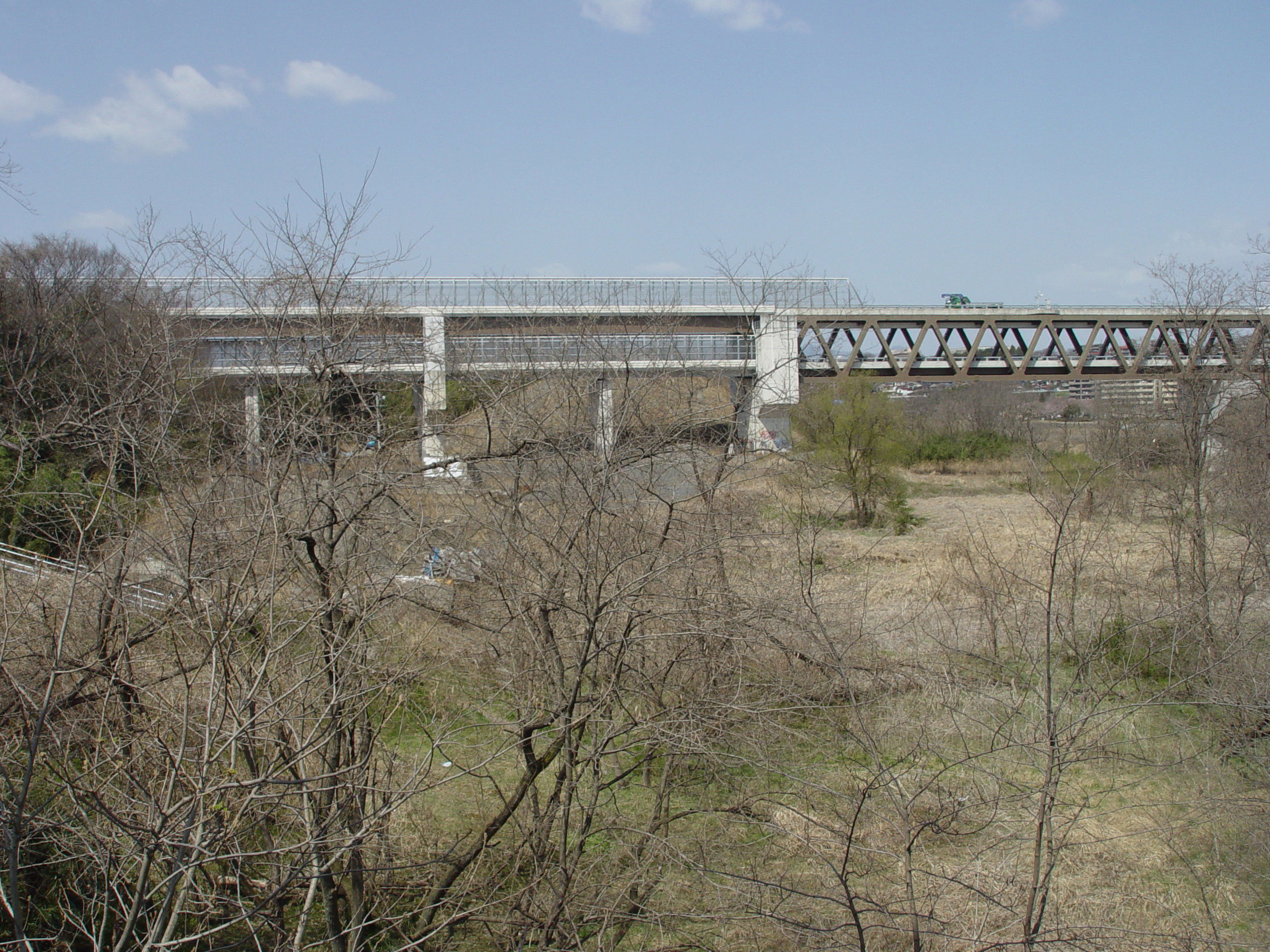
多摩川橋

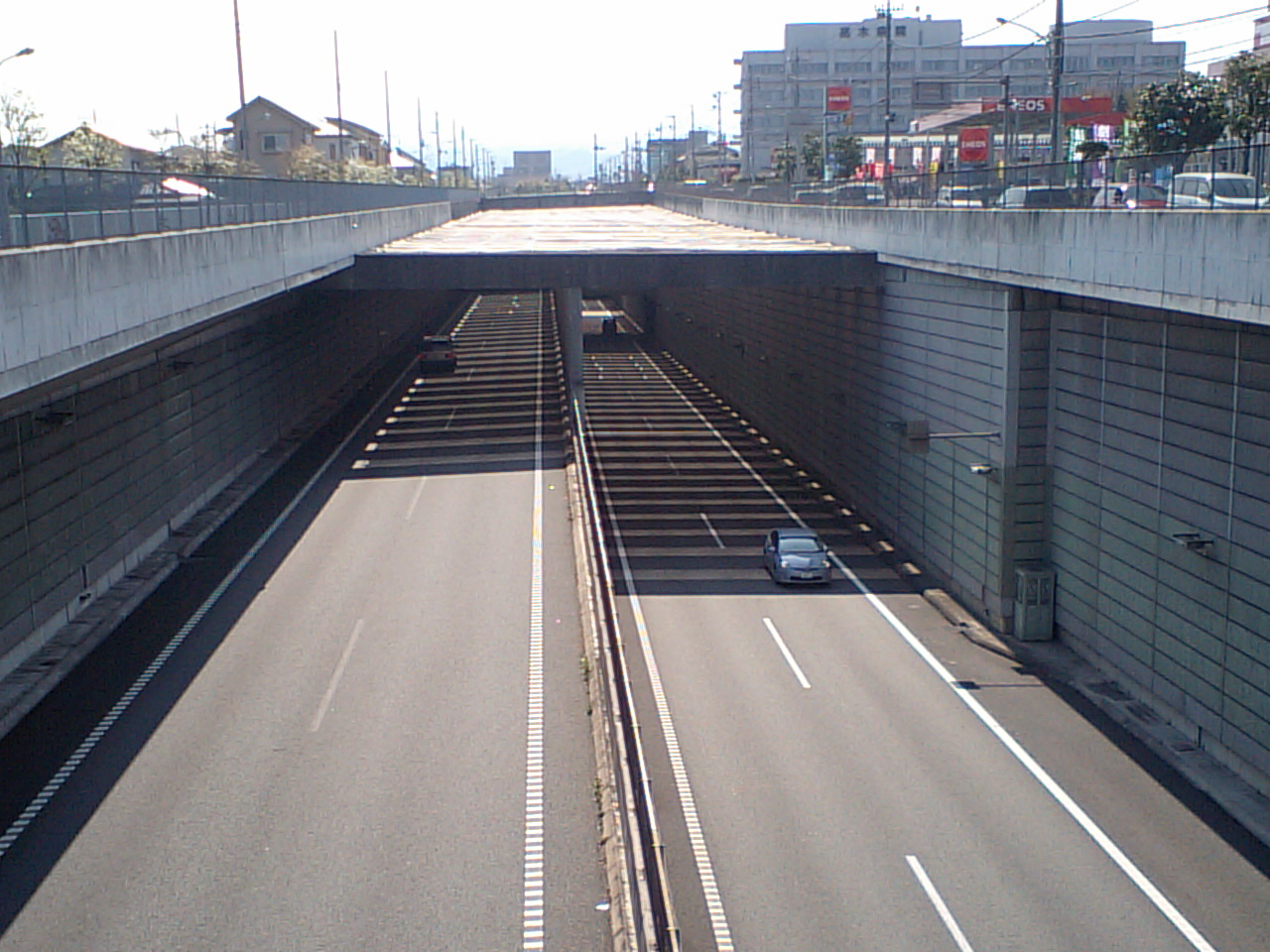
青梅隧道、青梅交流道附近

釜利谷系統交流道 - 海老名交流道之間
- 類別：第一種第三級
- 速度限制：80km/h

海老名交流道 - 高尾山交流道之間
- 類別：第一種第二級
- 速度限制：100km/h

高尾山交流道 - 川島交流道之間
- 類別：第一種第三級
- 速度限制：80km/h

川島交流道 - 木更津系統交流道之間
- 類別：第一種第二級
- 速度限制：100km/h

### 主要隧道與橋梁
- 小倉山隧道（相模原愛川IC至相模原IC之間）：長2,101米
- 相模原八王子隧道（相模原IC至高尾山IC之間）：長3,577米
- 八王子城跡隧道（八王子JCT至八王子西IC之間）：長2,382米
- 恩方隧道（八王子JCT至八王子西IC之間）：長735米
- 天合峰隧道（八王子西IC至胎野IC之間）：長1,363米
- 川口隧道（八王子西IC至秋留野IC之間）：長1,952米（內回，外回1,957米）
- 菅生隧道（日之出IC至青梅IC之間）：長2,360米
- 友田隧道（日之出IC至青梅IC之間）：長407米
- 多摩川橋（日之出IC至青梅IC之間）：長350米
- 青梅隧道（日之出IC至青梅IC之間）：長2,094米
- 入間西隧道（青梅IC至入間IC之間）：長255米
- 入間中隧道（入間IC至狹山停车区之間）：長100米
- 入間東隧道（入間IC至狹山停车区之間）：長200米
- 新豐水橋（入間IC至狹山停车区之間）：長170米

## 地理

### 通過自治體
斜體之自治體是未完工之路段所經過的地方。
釜利谷系統交流道～榮交流道/系統交流道～戶塚交流道間
- 神奈川縣
  - 橫濱市（金澤區 - 榮區 - 戶塚區）

榮交流道/系統交流道～茅崎系統交流道～木更津系統交流道間
- 神奈川縣
  - 橫濱市（榮區） - 鎌倉市 - 藤澤市 - 茅崎市 - 高座郡寒川町 - 海老名市 - 厚木市 - 愛甲郡愛川町 - 相模原市（南區 - 綠區）
- 東京都
  - 八王子市 - 秋留野市 - 西多摩郡日之出町 - 羽村市 - 青梅市
- 埼玉縣
  - 入間市 - 狹山市 - 日高市 - 川越市 - 鶴島市 - 川越市 - 坂戶市 - 比企郡川島町 - 桶川市 - 北本市 - 桶川市 - 久喜市 -白岡市 - 久喜市 - 南埼玉郡宮代町 - 久喜市 - 幸手市
- 茨城縣
  - 猿島郡五霞町 - 猿島郡境町 - 坂東市 - 常總市 - 筑波市 - 牛久市 - 稻敷郡阿見町 - 牛久市 - 稻敷市 - 稻敷郡河內町
- 千葉縣
  - 香取郡神崎町 - 成田市 - 香取郡多古町 - 山武郡芝山町 - 山武郡橫芝光町 - 山武市 - 東金市 - 八街市 - 東金市- 大網白里市 - 千葉市（綠區） - 大網白里市 - 茂原市 - 長生郡長柄町 - 長生郡長南町 - 市原市 - 木更津市 - 袖浦市 - 木更津市

### 連接高速公路
- 橫濱橫須賀道路（於釜利谷系統交流道連接:事業中）
- 新湘南繞道（於茅崎系統交流道連接）
- 新東名高速公路（於海老名南系統交流道連接:事業中）
- 東名高速公路（於海老名系統交流道連接）
- 厚木秦野道路（於圈央厚木交流道、系統交流道連接:事業中）
- 中央自動車道（於八王子系統交流道連接）
- 關越自動車道（於鶴島系統交流道連接）
- 東北自動車道（於久喜白岡系統交流道連接）
- 常磐自動車道（於筑波系統交流道連接）
- 東關東自動車道（於大榮系統交流道連接）
- 千葉東金道路（於東金系統交流道連接）
- 館山自動車道（於木更津系統交流道連接）
- 東京灣跨海公路（木更津系統交流道連接）

## 外部連結
- 東日本高速道路株式會社 （页面存档备份，存于）
- 中日本高速道路株式會社 （页面存档备份，存于）
- 横濱國道事務所 （页面存档备份，存于）
- 相武國道事務所
- 大宮國道事務所
- 北首都國道事務所 （页面存档备份，存于）
- 常總國道事務所
- 千葉國道事務所 （页面存档备份，存于）

1. ↑  構想中，新機場自動車道延長與否未定。
2. ↑  成田國際機場株式會社（日语：成田国際空港 (企業)）於計劃中想定設置與「橫斷新平行跑道道路[a]」接續的IC[15][16]。